# Partenie Clinceni
Mitropolitul Partenie (la naștere Petru Stancu, ulterior și-a schimbat numele de familie în Clinceni; n. 10 octombrie 1847, Clinceni, România – d. 9 ianuarie 1910, București, România) a fost un episcop al Bisericii Ortodoxe Române, arhiepiscop al Iașilor și mitropolit al Moldovei și Sucevei în perioada 1902–1908.

## Biografie
S-a născut la 10 octombrie 1847 în satul Clinceni (azi în județul Ilfov) în familia preotului Nicolai Stancu. De mic a fost atras de știință și cărți. A învățat alfabetul chirilic de la tatăl său și a putut să citească fluent chiar înainte de a merge la școală.
Din 1861 până în 1868 a studiat la Seminarul Central din București. După absolvirea seminarului, s-a căsătorit și a fost hirotonit diacon în timpul sărbătorii apostolului Andrei cel întâi chemat la Biserica Mihai Vodă din București. Din 1870 până în 1872 a studiat la Facultatea de Filologie a Universității din București, întrucât România nu avea încă facultate de teologie. Împreună cu alți colegi, a format un comitet de inițiativă care, în 1873, a obținut de la Ministerul Cultelor acordul privind înființarea unei facultăți de teologie la București. În 1873, după moartea soției sale, a intrat la Facultatea de Teologie a Universității din Atena, ale cărei cursuri le-a absolvit în 1877 cu titlul de „licențiat în teologie”.
În 22 decembrie 1877 a fost tuns în monahism cu numele de Partenie. În ziua de 25 decembrie a aceluiași an, de sărbătoarea Nașterii Domnului, mitropolitul primat Calinic Miclescu l-a hirotonit ieromonah, iar în 31 decembrie al aceluiași an l-a ridicat la rangul de protosinghel. În mai 1878 a fost ridicat la rangul de arhimandrit. A slujit ca superior al parohiilor ortodoxe române din Leipzig (1878–1880) și Paris (1880–1886).
În decembrie 1885 a fost ales arhiereu vicar al Episcopiei Hușilor cu titlul de „Bârlădeanul”, fiind hirotonit în treapta episcopiei la 12 februarie 1886 de către mitropolitul primat Calinic Miclescu și episcopul Iosif Gheorghian al Dunării de Jos.
A fost ales episcop al Dunării de Jos la 10 decembrie 1886 și mai apoi, la 8 februarie 1902, mitropolit al Moldovei și Sucevei, fiind înscăunat în acest ultim rang la 24 februarie 1902.
La 31 decembrie 1908 s-a retras din scaun. A murit la 9 ianuarie 1910 la București.